# Le Paradis à la fin de vos jours
Le Paradis à la fin de vos jours est une pièce de théâtre du dramaturge et écrivain québécois Michel Tremblay. 

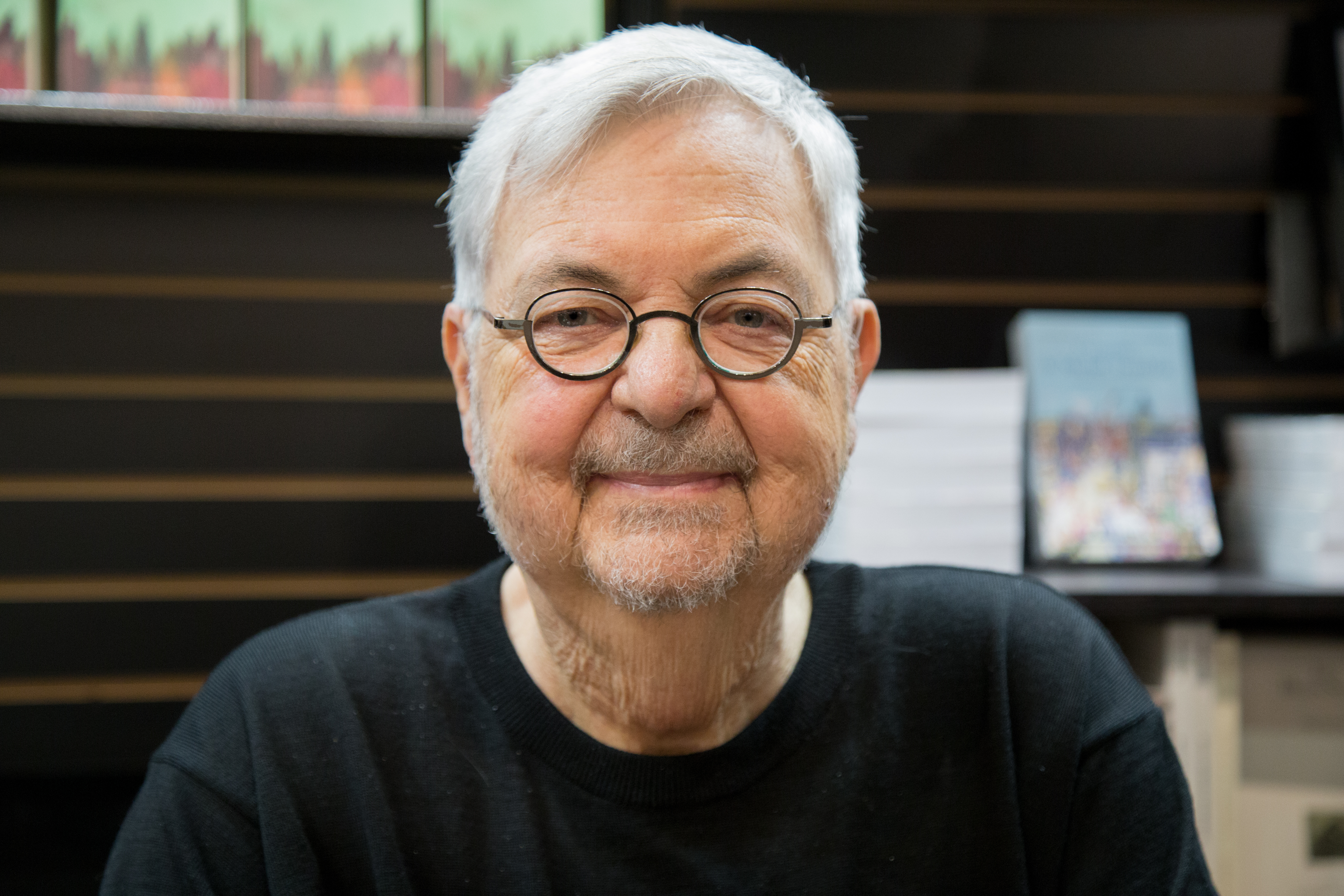
Michel Tremblay

Écrite à l’occasion du 40e anniversaire de création des Belles Sœurs, la pièce ouvre la 60e saison du Théâtre du Rideau vert en août 2008 et met en scène Rita Lafontaine dans le rôle de l’alter ego de la mère de l’auteur, Nana.

## Contexte de création
C’est en guise de cadeau d’anniversaire destiné à ses fidèles collaborateurs (Rita Lafontaine et André Brassard) qu’il crée au début de l’année 2008, Le Paradis à la fin de vos jours.
Du propre avis de l’auteur, il choisit de mettre en scène le personnage de Nana parce que c’est celui qui les rapproche le plus. 
En écrivant, il dit avoir pensé à Encore une fois, si vous permettez, une pièce rédigée dix ans auparavant dans laquelle le fils de Nana envoie celle-ci au Ciel pour qu’elle cesse de souffrir. 
C’est en se questionnant sur les clichés qu’il s’était faits du paradis lorsqu’il était enfant que Tremblay trouve sa ligne directrice. Il se dit à la blague que Nana n’était pas assez patiente pour être restée assise à la droite de Dieu en écoutant les anges jouer de la harpe pour l’éternité!
C’est dans ce contexte qu’est née cette pièce monologue ; l’auteur a décidé de faire vivre à son personnage un paradis qu’elle n’aimerait pas.

## Personnage

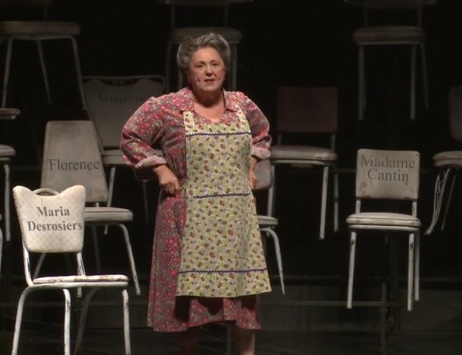
Rita Lafontaine dans le rôle de Nana, en 2008.

- Rhéauna Rathier[5] dite Nana, jouée par Rita Lafontaine.

## Extrait
« J'me retrouve entre ma belle-mère toujours aussi critiqueuse, pis ma pauvre mère dans ses jeans d'hommes pis son turban fait avec un vieux mouchoir, qu'y avaient probablement pas plus envie de se retrouver à côté de moi que moi à côté d'eux autres, les pauvres!
Surtout pour l'éternité!
Qui c'est qui a envie de passer le reste de l'éternité assis entre sa mère pis sa belle-mère, voulez-vous ben me dire! Hein? Pas moi, en tout cas!
Des sardines en rangs d'oignons, c'est ça qu'on est!
Pis catalogués par familles! »

## Argument
Nana, est au paradis depuis 45 ans. 
Dans un paradis bien loin de l’idée naïve qu’elle s’en était faite, elle se livre pour une ultime fois.
À la droite de Dieu, qu’elle admet n’avoir jamais vu, prise entre sa belle-mère et sa propre mère, elle est tantôt drôle et tantôt touchante. 
Remplie de verve, elle sert au spectateur un puissant monologue ; passant d’une anecdote à une autre, elle oscille avec plaisir entre bonhomie, ironie et mauvaise foi.

## Scénographie
Initialement, c’est André Brassard qui assure la mise en scène de la pièce, mais celui-ci se retire du projet pour tenir d’autres engaments. La mise en scène est donc confiée à Frédéric Blanchette.
Les costumes de François Barbeau et le décor conçu par Olivier Landreville plongent le spectateur dans un tableau plutôt minimaliste.
Rita Lafontaine en Nana est entourée de chaises qui représentent pour la plupart des personnages de sa famille. L'éclairage d’André Rioux évoque leur présence au moment opportun.
Parmi elles également, des chaises sur lesquelles sont inscrits les noms de comédiennes disparues dont plusieurs faisaient partie de la distribution originale des Belles-Sœurs en 1968.

## Dates des représentations

### Théâtre du Rideau vert,Montréal
- 12 août au 6 septembre 2008
- 9-10-11 septembre 2008 (supplémentaires)
- 13 septembre 2008 (supplémentaire)
- 11 au 29 août 2009
- 30 octobre au 9 novembre 2013

### Salle Albert-Rousseau,Québec
- 20 janvier 2010[5]

### Salle Pauline-Julien,Sainte-Geneviève
- 24 janvier 2010[1]

### Palace de Granby,Granby
- 7 mars 2010[7]